# Ditalco
Ditalco (Osuna, ? - 139 a. C.) fue un guerrero turdetano, supuestamente uno de los asesinos de Viriato junto a Audax y Minuro.

## Biografía
Ditalco fue un guerrero nacido en Urso (actual Osuna) que luchó en el ejército lusitano de Viriato[cita requerida] combatiendo la ocupación romana. Fue enviado por el propio Viriato [cita requerida]como emisario junto a Audax y Minuro para negociar un tratado de paz con los romanos. Marco Popilio Lenas los sobornó y a su regreso asesinaron a Viriato. Al volver para solicitar su recompensa fueron ejecutados, y de ahí viene la célebre frase "Roma no paga a traidores". Otros historiadores como Apiano declaran que fueron recompensados y enviados a Roma.

## Controversia
Se carece de documentación histórica al respecto de la muerte de Viriato. A pesar de que Audax, Ditalco y Minuro han pasado a la historia como los asesinos del caudillo lusitano, realmente se desconoce quién se ocupó de acabar con su vida y ni siquiera se tiene constancia de la existencia de estos tres guerreros.